# Mitropapokal 1985/86
Der Mitropapokal 1985/86 war die 45. Auflage des Fußballwettbewerbs. SC Pisa gewann das Finale gegen Debreceni VSC.

## Halbfinale
Die Spiele fanden am 14. November 1985 in Pisa und Lucca statt.
|               | Ergebnis |                 |
| ------------- | -------- | --------------- |
| SC Pisa       | 1:0      | SK Sigma Olmütz |
| Debreceni VSC | 1:0      | HNK Rijeka      |

## Spiel um Platz 3
Das Spiel fand am 17. November 1985 in Pisa statt.
|            | Ergebnis |                 |
| ---------- | -------- | --------------- |
| HNK Rijeka | 3:2      | SK Sigma Olmütz |

## Finale
Das Spiel fand am 17. November 1985 in Pisa statt.
|         | Ergebnis |               |
| ------- | -------- | ------------- |
| SC Pisa | 2:0      | Debreceni VSC |